# LASER Airlines
LASER Airlines – wenezuelska linia lotnicza z siedzibą w Caracas. Obsługuje połączenia rozkładowe oraz czarterowe. Głównym węzłem jest Port lotniczy Caracas.

## Flota[1]
- 1 × McDonnell Douglas DC-9-10
- 4 × McDonnell Douglas DC-9-30
- 2 × McDonnell Douglas MD-81